# Allan Wadström
Allan Wadström, född 26 mars 1900 i Stockholm, död 19 april 1984 i Palma de Mallorca, var en svensk apotekare. Han var sonsons sonsons son till Niclas Wadström.
Allan Wadström var son till köpmannen Jean Schalin Wadström och Nanna Charlotta Westlund. Han avlade studentexamen i Stockholm 1919 och farmacie kandidatexamen 1922, tjänstgjorde vid apotek i Stockholm, Falun och Växjö 1922–1925 och avlade apotekarexamen 1927. Han knöts 1927 som fabrikschef till AB Astra i Södertälje och var 1941–1947 chef för Astras dotterbolag IEMA i Buenos Aires, Argentina. 1947 utnämndes han till generaldirektör i argentinska hälsovårdsministeriet med uppgift att organisera och handha landets läkemedelsförsörjning; denna post innehade han till 1950. Vid återkomsten 1950 tillkallades Wadström som expert till 1946 års läkemedelsutredning och tjänstgjorde därefter huvudsakligen vid apotek i Stockholm. Han gjorde under denna tid vissa utredningar, som bland annat resulterade i publikationer i fackpressen rörande ekonomiska problem inom apoteksrörelsen och tekniska problem rörande apoteksinredningar. Wadström var från 1954 chef för AB Astras dotterbolag i Spanien.